# Иринчеева, Дарья
Дарья Иринчеева (15 февраля 1987, Санкт-Петербург) — российская художница.

## Биография
Дарья Иринчеева родилась в 1987 году в Санкт-Петербурге. В 2013 году получила степень бакалавра с отличием в Школе изобразительных искусств, Нью Йорк. В 2018 году получила степень магистра искусств в Колумбийском университете, Нью Йорк, где училась у Кики Смит, Риркритa Тиравания, Сары Зе, Мэтью Ричи. В 2018 году была отобрана для участия в калифорнийской арт резиденции Istitute of investigative living, организованной Андреа Зиттель в Джошуа-Три. В 2016 году участвовала в семинаре 'Legacy' Нового музея современного искусства, Нью Йорк. В 2014 году её персональная выставка 'Circadian Rhythm' вошла в список лучших выставок 2014 года по версии Blouin Artinfo. Среди персональных выставок: ‘Непрерывная Функция’ (Московский музей современного искусства), ‘Пустое Знание’ (Christie’s, Москва, 2017), ‘Циркадный ритм’ (Postmasters Gallery, Нью-Йорк, 2014), ‘Almost Aqua’ (Wilson Project Space, Сардиния, 2013), ‘Avoid this Water’ (Reverse Space, Бруклин, Нью-Йорк, 2012) и др. Участвовала во многих групповых выставках: ‘Время, Вперед!’ (Палаццо Дзаттере V-A-C, Венеция, 2019), ‘Nature\Nature’ (Kunstraum Niederoesterreich, Вена, 2019), Биеннале Уитни (Нью-Йорк, 2017), ‘В ответ. Пассажи’ (Еврейский музей, Нью-Йорк, 2017), ‘Расширение пространства’ (ГЭС-2, Москва, 2015), ‘This is what sculpture looks like’ (Postmasters Gallery, Нью-Йорк, 2014), ‘Dreaming Russia’ (Музей Альбертина, Вена, 2013) и др. Куратор выставок ‘Мечтать не вредно’ в рамках параллельной программы Манифесты 10 (Санкт-Петербург, 2014), ‘Тамиздат’ (Family Business Gallery, Новая Голландия, Санкт-Петербург, 2013); ‘Тост за революцию’ (Family Business Gallery, Нью-Йорк, 2012) и др. Живёт и работает в Санкт-Петербурге, Вене, Нью Йорке и Сантьяго.

## Персональные выставки
- 2019 - Непрерывная Функция, ММСИ на Гоголевском, Москва[5]
- 2017 - Пустое Знание, Christie’s, Smart Art, Москва[6]
- 2014 - Циркадный Ритм, галерея Postmasters, Нью Йорк, США[7]
- 2013 - Almost Aqua, Пространство Wilson, Сардиния, Италия
- 2013 - Тропинка в Высокой Траве, галерея Аперто, Санкт-Петербург
- 2012 - Avoid This Water, пространство Reverse, Нью Йорк, США
- 2011 - Волчок, АРКО Мадрид, Испания

## Групповые выставки
- 2019 - Время, Вперёд! 58-я Венецианская биеннале, V-A-C Заттере, Венеция[8][16][17]
- 2019 - Nature\nature, Кунстраум северо-востока Австрии, Вена[9]
- 2018 - The Sun is gone but we still have the light, куратор Риркрит Тиравания; Гэвин Браун, Нью-Йорк[18]
- 2018 - Генеральная Репетиция, ММСИ на Петровке, Москва[19]
- 2018 - Передумали? Ничего страшнoго! MAMbo, Болонья, Италия[20]
- 2018 - Выпускная выставка Колумбийского университета, Центр Искусств Ленфест, Нью Йорк [21]
- 2017 - В ответ. Аркады: Современное Искусство и Вальтер Беньямин, Еврейский Музей, Нью Йорк, США[22]
- 2017 - Counter-commencement debtor's assembly, Биеннале Витни 2017, Нью Йорк, США
- 2016 - Moderno, El Arte De Vivir, Центр Искусства Pepe Espaliu, Кордоба, Испания; галерея The Kolonie Wedding, галерея OkkRaum29, Берлин, Германия
- 2016 - this one is smaller than this one, viennacontemporary, Вена, Австрия; галерея Galerist, Стамбул, Турция; галерея Postmasters, Нью Йорк, США
- 2015 - Метки Антропоцен, пространство Likky Ruph, Бруклин, США
- 2015 - Surface Matters, центр Knockdown Center, Нью Йорк, США
- 2015 - Расширения Пространства, ГЭС-2, Москва, Россия
- 2014 - This is what sculpture looks like, галерея Postmasters, Нью Йорк, США
- 2013 - Dreaming Russia, Музей Альбертина, Вена, Австрия
- 2013 - TAMIZDAT, Новая Голландия, Санкт-Петербург, Россия
- 2013 - AB, Фонд Nomas, Рим, Италия
- 2012 - Тост за Революцию, галерея Family Business, Нью Йорк, США
- 2012 - Joyful Archipelago, проект Йинка Шонибаре, Лондон, Великобритания
- 2012 - Go West!, парк Музеон, Московская международная биеннале молодого искусства, Россия
- 2011 - Gute Aussichten-Хорошие Перспективы, Дом на Набережной, Московская международная биеннале молодого искусства, Москва, Россия
- 2011 - Трудовая Книжка, Фабрика, Москва, Россия
- 2010 - Гоголь Фест, Киев, Украина
- 2010 - Санаторий Искусств, Новая Третьяковка, Москва, Россия
- 2009 - Robertsu, Аннеси, Франция
- 2005 - SKIF, центр имени Курехина, Санкт-Петербург, Россия